# Engure
Engure (deutsch Angern) ist ein Ort in Lettland am Rigaischen Meerbusen, 71 km westlich der Hauptstadt Riga. Von 2009 bis 2021 war Engure Namensgeber eines Bezirks (Engures novads), der dann im Bezirk Tukums aufging.

## Geschichte
Der Ort taucht erstmals 1245 in einer Urkunde auf, die eine Grenze zwischen dem Gebiet des Deutschen Ordens und des Bischofs von Kurland bestimmt. Später wurde ein Hafen eingerichtet. Heute ist der Ort ein beliebtes Ausflugsziel. Im Jahr 2015 waren 1456 Einwohner gemeldet.